# 大阪市立敷津小学校
大阪市立敷津小学校（おおさかしりつ しきつしょうがっこう）は、大阪市浪速区にある公立小学校。

## 概要
明治時代初期の学制発布に伴い、当時の西成郡木津村に設置された小学校を起源とする。
浪速区の中南部付近を校区とする。校区内に大阪中華学校があり、同校との交流を通じての国際理解教育を実施している。
1997年4月9日朝、同校児童が登校中に通り魔に襲われて死亡する事件があった。事件を受け、直後より地域で子ども安全ネットワークを設置し、毎月9日を「しきつ子ども安全の日」として事件風化防止と学校安全の取り組みをおこなっている。「子ども安全ネットワーク」に類する組織は、日本では最も早い時期に創設されたものの一つとなっている。

## 沿革

### 学校の創立
明治時代初期の学制発布に伴い、第三中学区第六大区第一小区第五番小学校（西成郡第五番木津小学校）が西成郡木津村に設置された。この時に設置された木津小学校が、敷津小学校の起源となっている。
創立当初は木津村・唯専寺（現在の浪速区敷津西2丁目）に仮校舎を置いた。1881年には木津村1313番地の独立校舎へ移転している。

### 学校の発展
1886年の小学校令の公布に伴い、西成郡木津尋常小学校へと改編された。さらに1893年には高等科を併設し、西成郡木津尋常高等小学校へ改称した。1897年には大阪市への編入により大阪市木津尋常高等小学校と称した。
児童数の増加により、木津地域で2番目の小学校として1904年、大阪市木津第二尋常高等小学校（現在の大阪市立大国小学校）が開校することになった。これに伴い、初等科児童の一部を木津第二校に移し、また高等科を木津第二校に移管した。従来の木津尋常高等小学校は高等科が廃止された形になり、大阪市木津第一尋常小学校と称するようになった。
1911年には大阪市南区敷津町981番地（現在地）に移転している。1922年には再び高等科を設置し、また町名からとった大阪市敷津尋常高等小学校へと改称した。
1934年9月21日の室戸台風では浸水、木造校舎が半壊する被害を受けた。

### 国民学校時代
1941年には国民学校令が施行されたことに伴い、大阪市敷津国民学校へと改称した。国民学校時代は初等科と高等科を併設していた。
太平洋戦争の戦局悪化により、初等科児童は学童集団疎開を実施することになった。浪速区の国民学校の疎開先には滋賀県が指定され、1944年9月より滋賀県甲賀郡水口町（現在の甲賀市）への集団疎開を実施している。

### 戦災による休校
1945年3月13日の大阪大空襲では、木造校舎を焼失する被害を受けた。また校区の被害も甚大だった。鉄筋校舎は残ったものの、空襲で被災した浪速区役所の仮庁舎が置かれた。
戦災による校舎・校区の被害により、疎開先から児童が帰阪した1945年11月以降は大国国民学校を間借りして授業をおこなった。翌1946年には正式に休校措置がとられ、大国国民学校（1947年大阪市立大国小学校）へと統合されている。
休校中の校舎は浪速区役所として1949年まで使用されたのち、1951年より1953年まで大阪学芸大学附属天王寺小学校（現・大阪教育大学附属天王寺小学校）の仮校舎として使用されていた。大阪教育大学附属天王寺小学校はもともと大阪学芸大学天王寺校舎（現在の大阪教育大学天王寺キャンパス）内にあったが、大学の設備拡充のために大学キャンパスとは別の場所に独立校舎を建てることになった。新校舎完成までの一時期、敷津小学校校舎を仮校舎として使用した。

### 学校再開以降
1953年4月には大国小学校より独立し、大阪市立敷津小学校として元の場所で再開した。
再開後は視聴覚教育（1961年）や算数科（1991年）などの研究校に指定され、研究発表をおこなっている。また学校安全や国際理解教育、金管マーチングバンドの活動などにも力を入れている。

### 年表
- 1874年5月2日 - 第三中学区第六大区西成郡第一小区第五番小学校として開校。
- 1886年3月 - 西成郡木津尋常小学校と改称。
- 1893年4月 - 西成郡木津尋常高等小学校と改称。
- 1897年4月 - 木津村の大阪市への編入に伴い、大阪市木津尋常高等小学校と改称。
- 1904年4月 - 高等科を廃止。大阪市木津第一尋常小学校と改称。大阪市木津第二尋常高等小学校（現在の大阪市立大国小学校）を分離。
- 1911年10月 - 現在地に移転。
- 1922年4月 - 高等科を併設。大阪市敷津尋常高等小学校と改称。
- 1941年4月1日 - 国民学校令により、大阪市敷津国民学校と改称。
- 1944年9月 - 滋賀県甲賀郡水口町（現・甲賀市）に集団疎開。
- 1945年3月13日 - 大阪大空襲により校舎被災。
- 1946年4月 - 戦災のため大阪市大国国民学校（大国小学校）に統合し、一時休校。
- 1953年4月1日 - 大阪市立敷津小学校として再開校。
- 1961年5月 - 大阪市教育委員会から視聴覚教育の研究校に指定され、研究発表をおこなう。
- 1983年11月 - 運動場を拡張。
- 1991年1月 - 大阪市教育委員会から算数科の研究校に指定され、研究発表をおこなう。
- 1993年3月 - 学童水泳優秀校として、日本水泳連盟より表彰を受ける。
- 1994年2月 - 体力づくり優秀校として、大阪府教育委員会から表彰を受ける。
- 1997年10月 - 「しきつ子ども安全の家」ネットワークが発足。
- 2001年11月 - 大阪市教育委員会から「個性輝く学校づくり」推進校に指定され、国際理解教育の研究発表をおこなう。
- 2003年 - 金管バンドクラブが大阪市長・大阪市教育委員会委員長から表彰を受ける。

## 通学区域
- 大阪市浪速区 敷津東1丁目（一部を除く）、敷津東2丁目（全域）、敷津東3丁目（全域）、敷津西1丁目（一部を除く）、敷津西2丁目（全域）、難波中3丁目（一部）。

卒業生は大阪市立木津中学校へ進学する。

## 出身者
- 折口信夫 - 国文学者・民俗学者・歌人

## 交通
- Osaka Metro御堂筋線・四つ橋線 大国町駅 東へ約100m。
- 南海高野線 今宮戎駅 北西へ約300m。